# Fimbles
Fimbles es una serie de televisión británica transmitida por CBeebies. Fue creada en 2002. La serie es protagonizada por tres criaturas, Fimbo, Florrie y Baby Mo.
En España fue emitida en La 2, Playhouse Disney y en algunas cadenas autonómicas.

## Personajes

### Principales
- Fimbo: Es el hermano más grande de Florrie y Baby Mo, el cual es de color amarillo y de rayas verdes. Siempre se levanta en la mañana a jugar y tener buenas aventuras junto a sus otras hermanas.

- Florrie: Es la hermana de medio de Fimbo y Baby Mo, la cual es de color turquesa y de rayas púrpuras. Siempre juega aventuras, junto a su hermana menor y hermano mayor.

- Baby Mo: Es la hermana más pequeña de Fimbo y Florrie, la cual es de color verde amarillo y de rayas rosadas.

### Secundarios
- Roly Mo: El tío de los Fimbles y muy buen vecino que le narra cuentos a los tres y juega mucho con ellos.

- Migo: La sobrina de Roly Mo, es de color rosa.

- Rocki: Una rana de color violeta, es amigo de los Fimbles.